# Сміда-Унгуренілор
Сміда-Унгуренілор (рум. Smida Ungurenilor) — село у повіті Сучава в Румунії. Входить до складу комуни Фунду-Молдовей.
Село розташоване на відстані 347 км на північ від Бухареста, 70 км на захід від Сучави.

## Населення
За даними перепису населення 2002 року у селі проживали 33 особи, усі — румуни. Усі жителі села рідною мовою назвали румунську.